# 白い愛の戦士
白い愛の戦士（しろいあいのせんし）は、1994年にオウム真理教が養成した実働部隊のこと。教団顧問弁護士の青山吉伸が発案したとされる。

## 概要

### 人材の確保
「“白い愛の戦士”という第三次世界大戦を題材にした映画を撮影する、16,000円の日当を出すから映画のエキストラに出てくれないか」という名目で、元自衛官、建設作業員、暴力団員、新宿やあいりん地区の日雇い労働者やホームレスに声をかけた。そして集まった約50人を、映画撮影のために必要な合宿であると偽って、岐阜県高野村の村営山小屋に連れてきた。そこでは、映画撮影に必要ということで、戦争映画、格闘技映画、プロレス名場面集、風の谷のナウシカを見たり、体力トレーニングを実施していた。平均年齢は22,23歳だった。
合宿の途中でオウムの名前を出して、最終的に30人を出家させることに成功した。半数は自衛官だった。参加者の6割が入信、出家したことで、麻原彰晃も大いに喜び、ご褒美として焼肉を食べることを許可したという。

### 非合法の実行部隊
白い愛の戦士は、教団の非合法部門の実行部隊を目指し、教団の省庁である「新信徒庁」付となり、大内早苗が新信徒庁長官として参画した。
1994年夏にオウムであることが発覚し岐阜を追い出されたため、白い愛の戦士たちは一時上九一色村での建設作業にまわされた。その後、和歌山県古座川町の小川中学校（休校）を架空のリハビリ団体の名義で借り、拠点とした。蚊が酷かったものの、不殺生戒があるため殺すこともできず悲惨だった。1994年12月に団体が無いことがバレたため和歌山も追い出された。結局、オウムクーデター計画は実現されぬまま1995年3月の強制捜査を迎えた。

## 訓練内容
毎日午前6時に起床し、ランニング、ヨガ、体操、警察が学生運動を取り締まる反権力などのビデオを視聴し、その後、教義の講義や教義に関するテストもあった。
1994年10月、「これから戦いがある」と迷彩服が支給された。麻原の警護担当者らとともに、岐阜山中や静岡県熱海市の信者所有の山林で、2～3日間は人に見つからないように潜伏する訓練や、エアガンでのサバイバルゲームを毎月のように繰り返した。また、長野県の雪山での夜間行軍を行ったり、ロシアで射撃訓練を受けるツアー旅行にも参加している。
信徒同様にヨーガや麻原の説法も学ばされていたほか、違法薬物を用いた「キリストのイニシエーション」や「ルドラチャクリンのイニシエーション」によって薬物中毒にさせられ抜け出せなくなった者もいた。特にホームレスは優しい人が多いので、軍事訓練を嫌がり辞めたがる人が多かったという。

## 監禁
元塗装職の男性は第5・6・8・10サティアンの天井や壁の塗装をし、教団の求めに応じて出家したが、11月の給料日で一ヶ月分として3000円渡され、日当16000円のはずが一日100円で計算されたことで、詐欺とわかり脱走しようとしたが、早川幹部らから「救済のためには手段を選ばない」と告げられ監禁された。地下鉄サリン事件以後の強制捜査後、脱出に成功した。
また男性は、「労働者の仲間のうち4人が逃げたが、途中で見つかり、四ヶ月間監禁され、スタンガンを当てられたり、殴る蹴るの暴行を受けた」と証言している。